# Idaea lactea
Idaea lactea là một loài bướm đêm trong họ Geometridae.